# Grubenfeld
Als Grubenfeld bezeichnet man im Bergbau einen Raum unterhalb der Erdoberfläche, in dem sich ein Bergbauberechtigter die Minerale der Lagerstätte aneignen darf. Grubenfelder können heute jegliche Form und Größe haben. Grubenfelder, die zur Erkundung von Bodenschätzen dienen, heißen Erlaubnisfelder.

## Die verschiedenen Grubenfelder
Nach den alten Bergordnungen war es vorgeschrieben, Grubenfelder in Fundgruben und Maßen aufzuteilen.
Man unterschied folgende Feldesformen:
- Streichendes Feld[5]
- Geviertes Feld[2]
- Seifenfeld[5]
- Cubisches Feld[6]
- Stollenfeld[7]

Das streichende Feld, auch gestrecktes Feld genannt, ist ein Feld, das nur der Länge der Lagerstätte nach vermessen wird. Die Breite des Feldes wird über die Vierung bestimmt.
Das gevierte Feld wird rechtwinklig durch zwei Richtungen begrenzt vermessen.
Das Seifenfeld ist ebenfalls ein geviertes Feld, das sich allerdings nur auf die Mächtigkeit der an der Oberfläche vorhandenen abzubauenden Lagerstätte erstreckt. Eventuell darunter liegende Bodenschätze können an andere Bergbauberechtigte verliehen werden. Die Verleihung als Seifenfeld erfolgt in der Regel auch bei Raseneisenstein.
Das Cubische Feld wird nach drei rechtwinklig zueinander stehenden Richtungen vermessen.
Beim Stollenfeld wird durch die Verleihung der Bergbau mit einem Stollen oder sonstigen söhlig getriebenen Grubenbauen von vorgeschriebener Höhe und Weite auf unbeschränkte Länge genehmigt.
Mit Ausnahme des Stollenfeldes und des Seifenfeldes war es bei den meisten Regalbergbauen dem Bergbauberechtigten erlaubt, bis in die ewige Teufe zu bauen.

## Abmessungen
Die Grubenfeldabmessungen waren in den einzelnen Bergbaurevieren sehr unterschiedlich. Im kursächsischen Bergbau waren die Abmessungen des Grubenfeldes auf 3,5 sächsische Lachter beiderseits des Ganges begrenzt. Die Länge betrug 42 Lachter nach dem Streichen und Fallen. Im Freiberger Raum hatte die Fundgrube eine Größe von 7 Lehen in der Längserstreckung des Erzganges. Ein Lehen war 49 Quadratlachter groß. Nach dem Freiberger Bergrecht A, etwa um 1300, wurden zur Fundgrube in der Erstreckung des Ganges je 7 weitere Lehen verliehen. Mit dem Freiberger Bergrecht B, etwa ab 1380 wurde nur noch eine Fundgrube ohne weitere Lehen verliehen. Etwa ab 1500 wurden nach der Fundgrube weitere Maaßen in theoretisch unbegrenzter Zahl verliehen. Nach dem neuen preußischen Bergrecht wurden Grubenfelder verliehen, die die Größe einer Fundgrube und zusätzlich bis zu 1200 Maßen hatten. In Frankreich wurde nach dem Berggesetz vom 21. April 1810 die verleihbare Größe der Grubenfelder nicht mehr begrenzt.

## Rechte des Bergbautreibenden
Der Besitzer des Grubenfeldes hatte nach den alten Bergordnungen mit der Verleihung des Grubenfeldes weitgehende Rechte erworben. Er durfte auf dem Grubenfeld Erzaufbereitungen, Gerätehäuser oder Berghütten errichten. Er durfte den Abraum auf dem Grundstück aufhalden und auch die auf dem Grubenfeld wachsenden Bäume fällen und als Grubenholz nutzen. Auch war es ihm gestattet, Vieh für den Eigenbedarf auf dem Grundstück weiden zu lassen. Nachdem die Größe der Grubenfelder nicht mehr beschränkt wurde, wurde auch das uneingeschränkte Nutzungsrecht der Grubenfelder dahingehend geändert, dass die Nutzung der Grubenfelder nur noch beschränkt war um innerhalb des Grubenfeldes unterhalb der Erdoberfläche bergmännische Tätigkeiten zu verrichten. Die Rechte des Bergbautreibenden bezüglich der Nutzung des Grubenfeldes sind heute in den Berggesetzen festgeschrieben. Im Bundesberggesetz gibt es hierfür den Begriff des Bergwerkseigentums.

## Abgaben
Für die Nutzung des Grubenfeldes muss der Besitzer des Grubenfeldes eine Abgabe errichten. Im mittelalterlichen Bergbau war dies der sogenannte Zehnte. Die Abgabe war je nach Staat unterschiedlich. In den sächsischen Staaten musste etwa ab dem 19. Jahrhundert eine Grubenfeldsteuer entrichtet werden, deren Höhe sich nach der Größe des Grubenfeldes und dem abgebauten Rohstoff richtete.